# F-Zero 99
F-Zero 99 — многопользовательская гоночная игра с элементами «королевской битвы», выпущенная в 2023 году. Разработана Nintendo Software Technology и издана Nintendo. Игра была анонсирована 14 сентября 2023 года во время презентации Nintendo Direct, а затем в тот же день стала доступна для бесплатного скачивания подписчикам сервиса Nintendo Switch Online (NSO). F-Zero 99 стала первой игрой серии F-Zero после выхода F-Zero Climax в 2004 году. Это четвертая игра в формате «99 игроков» для NSO и первая, разработанная не компанией Arika, которая ранее занималась разработкой игр в этом формате.
F-Zero 99 основана на игре F-Zero, выпущенной в 1990 году для Super Nintendo Entertainment System. Игровой процесс адаптирован под формат «королевской битвы»: игрок соревнуется одновременно с 98 другими участниками онлайн. Цель гонки — пережить соперников и финишировать. У игрока есть шкала энергии, которая при истощении приводит к выбыванию из гонки. Игрок может пополнить свою энергию, выводя из строя соперников с низким уровнем энергии. На трассе можно собирать Super Sparks, позволяющие получить доступ к Skyway — дороге над основной трассой, дающей возможность на короткое время обогнать других участников.

## Игровой процесс
Следуя концепции таких игр, как Pac-Man 99, Super Mario Bros. 35 и Tetris 99, F-Zero 99 адаптирует классическую механику F-Zero под формат «королевской битвы». В игре сохранены визуальный стиль, транспортные средства и трассы оригинальной версии для Super Nintendo. Механика ускорения напоминает систему, впервые представленную в F-Zero X. Игрок соревнуется в реальном времени с 98 соперниками. Цель — выжить и финишировать первым. Транспортное средство игрока оснащено шкалой энергии, которая одновременно служит показателем его здоровья и резервом для временного ускорения. Столкновения и использование ускорения истощают шкалу; при полном истощении транспортное средство взрывается, и игрок выбывает из гонки. Восполнить энергию можно в специальных зонах. Игроки могут собирать Super Sparks — сферы, выпадающие при столкновениях и из специальных золотых машин-буферов. Super Sparks заполняют шкалу Super Boost, позволяющую получить доступ к Skyway — парящей дороге над основной трассой, дающей временное преимущество в скорости. По мере прохождения гонки игроки, находящиеся ниже минимально допустимой позиции, автоматически выбывают. На трассе появляются медленно движущиеся машины-буферы, создающие дополнительные препятствия. Игроки могут применять специальный приём вращения для отбрасывания этих машин и транспортных средств соперников.
Основной режим F-Zero 99 — одиночная онлайн-гонка с участием до 99 игроков. Игра также предлагает ротацию дополнительных режимов: Гран-при, Командные сражения, гонки на усложненных Pro-трассах и Тренировку. Режим Гран-при представляет собой серию из пяти последовательных гонок. Для участия в нем требуются билеты, получаемые в других режимах. Очки, заработанные в Гран-при, учитываются в еженедельном онлайн-рейтинге. Игроки могут разблокировать новые цветовые схемы для транспортных средств и элементы оформления профиля, выполняя определенные задачи.

## Разработка и выпуск
При создании оригинальной F-Zero для SNES Такая Имамура выступал в роли графического дизайнера, а Сигэру Миямото — продюсера. В последующих играх серии Имамура занимал должности супервайзера или дизайнера. После выхода F-Zero GX в июле 2003 года Имамура выразил неуверенность в возможности дальнейшего развития франшизы после F-Zero GX и AX. Со временем в Nintendo сформировалось предпочтение разрабатывать игры серий F-Zero и Star Fox силами внутренних студий. Миямото объяснял это стремлением увеличить штат для одновременной работы над новыми проектами, старыми интеллектуальными собственностями и основными франшизами. В апреле 2012 года в интервью журналу Edge Миямото заявил, что для создания новой игры серии, будь то малобюджетный проект или полноценная игра, необходима инновационная концепция. Эту позицию и он и Имамура неоднократно подтверждали в последующие годы. Имамура высказал мнение, что другие франшизы Nintendo, такие как Kirby или Fire Emblem, продолжали развиваться благодаря высоким продажам. Он отметил, что Mario Kart является самой популярной гоночной серией Nintendo, а создание новой F-Zero потребовало бы значительных финансовых вложений.
F-Zero 99 была анонсирована 14 сентября 2023 года во время презентации Nintendo Direct и выпущена в тот же день. Разработкой игры занималась студия Nintendo Software Technology. F-Zero 99 стала первой игрой серии после выхода F-Zero Climax в 2004 году. Джордж Янг из Digital Trends в своем отзыве на анонс F-Zero 99 назвал F-Zero «самой забытой серией Nintendo», отметив отсутствие полноценного продолжения с 2004 года. Ряд критиков высказал мнение, что поклонники серии могут быть разочарованы нетрадиционным игровым процессом новой игры. Эш Пэрриш из The Verge охарактеризовал F-Zero 99 как «простую игру в формате 99», выразив предпочтение ремейку или ремастеру. Дастин Бейли из GamesRadar+ проявил оптимизм, сославшись на успех Tetris 99. Джованни Колантонио из Digital Trends согласился с мнением Бейли.
После выпуска F-Zero 99 получила ряд обновлений, включающих контент из оригинальной игры. 29 сентября 2023 года в игру добавили пять трасс из Queen League, а 18 октября — три трассы из King League. Часть трасс Гран-при была ранее доступна в режиме Pro Tracks. Разработчики постепенно вводили новый контент и улучшали игровой процесс. 29 ноября появился Классический режим, имитирующий игровой процесс оригинальной F-Zero: уменьшенные трассы, лимит в 20 игроков, формат экрана 4:3, отсутствие Skyway и приема вращения, возвращение исходной механики ускорения. 19 декабря вышло обновление с ограниченным по времени событием, добавляющим снегопад на трассах Knight League. В январе были введены приватные лобби с доступом по 4-значным кодам и скрытые трассы, появляющиеся случайным образом.

## Критика
| Сводный рейтинг    | Сводный рейтинг |
| Агрегатор          | Оценка          |
| ------------------ | --------------- |
| Metacritic         | 82 из 100       |
| Иноязычные издания |                 |
| Издание            | Оценка          |
| Hardcore Gamer     | 4 из 5          |
| Jeuxvideo.com      | 14 из 20        |
| Nintendo Life      | 9 из 10         |

F-Zero 99 получила преимущественно положительные отзывы критиков после выхода. На агрегаторе рецензий Metacritic игра имеет средний балл 82 из 100. F-Zero 99 была номинирована на звание «Гоночная игра года» на 27-й церемонии награждения D.I.C.E. Awards, проводимой Академией интерактивных искусств и наук. Чарли Вахольц из Nintendo Life отметил, что оригинальная игра для SNES уже содержала элементы «королевской битвы» с выбыванием, которые F-Zero 99 развила в более масштабном формате. По его мнению, увеличенное количество игроков органично вписалось в концепцию F-Zero. Рис Вуд из TechRadar высоко оценил захватывающий и напряженный геймплей с большим числом участников, отметив, что это делает возвращение к версии для SNES затруднительным. Вахольц, Эд Найтингейл из Eurogamer и Кристофер Холлер из PC Gamer отметили, что игровой процесс может быть хаотичным, что требует от игроков использования атаки вращением для защиты. Холлер выразил сожаление по этому поводу, а Найтингейл охарактеризовал гонки как «бурное столкновение», сравнив их с пинбольным автоматом.
Большинство изданий сошлись во мнении, что обновленные игровые механики стали одним из главных достоинств F-Zero 99. Рис Вуд отметил, что игра достигла уровня глубины, ранее не встречавшегося в серии. Джованни Колантонио подчеркнул, что короткие гонки отличаются высокой нюансированностью, вынуждая игроков постоянно принимать решения, связанные с риском и выгодой. Система использования энергии для ускорения и механика Skyway были особо отмечены критиками. Чарли Вахольц указал, что опытные игроки получают преимущество благодаря точному расчету времени активации Skyway. Джордан Хелм из Hardcore Gamer высказал аналогичное мнение относительно выбора момента для использования ускорения. Некоторые рецензенты положительно оценили систему соперничества как персональный вызов для игроков. Хелм отметил, что краткосрочные цели, предлагаемые этой системой, дают игрокам дополнительную мотивацию помимо стремления занять первое место. Charlanmhg из Jeuxvideo.com указал, что система помогает отслеживать прогресс и уровень мастерства игрока.
Рецензенты отметили недостаток контента на момент выхода игры как одну из слабых сторон F-Zero 99. Джордан Хелм связал это с ограниченным количеством трасс в оригинальной игре — всего 15. Особенно критиковался однообразный выбор онлайн-трасс. Джесс Ли из Digital Spy указала на частый выбор трасс Mute City I и Big Blue. Charlanmhg из Jeuxvideo.com согласился с этим, добавив, что ротация событий быстро становится однообразной. Режим Гран-при был признан более удачной реализацией формулы «королевской битвы», так как гонщики выбывают после каждого раунда. Джованни Колантонио отметил, что Гран-при помогает сгладить противоречие между «королевской битвой» и традиционными гонками, хотя отсутствие принципа «последний выживший» снижает напряженность по сравнению с Tetris 99. Чарли Вахольц выразил обеспокоенность тем, что Гран-при является частью ротации, а не основным режимом, и раскритиковал систему входных билетов. Кристофер Холлер заметил, что приоритет места в гонке над выживанием может разочаровать поклонников классических «королевских битв».
Некоторые критики, не считающие F-Zero 99 полноценной новой игрой серии, высказали предположения о значении ее выпуска для будущего франшизы. Эд Найтингейл, ссылаясь на предрелизные комментарии Миямото, отметил, что режим на 99 игроков мог бы стать опциональной частью полномасштабной игры, и выразил энтузиазм по поводу потенциала множества онлайн-режимов. Джованни Колантонио и Рис Вуд предположили, что F-Zero 99 может стать основой для возрождения франшизы. Колантонио размышлял, не является ли это началом поиска Nintendo способов выделить свою гоночную серию среди конкурентов. Он отметил, что игра отошла от достижений F-Zero GX, предположив, что это может быть «способом без давления оценить, насколько серьезно самые громкие фанаты относятся к возрождению серии». Вуд предположил, что стабильная и активная база игроков может стимулировать компанию к выпуску оригинальной игры.